# École nationale supérieure d'arts et métiers
École nationale supérieure d'arts et métiers, također poznata i pod imenom Arts et Métiers, je francuski inženjerski i istraživački institut visokog obrazovanja. To je velika škola, priznata po tome da je vodeća na području mehanike i industrijalizacije. Osnovana 1780. godine, jedna je od najstarijih francuskih institucija i jedna je od najprestižnijih inženjerskih škola u Francuskoj. Dosljedno je rangiran među deset najboljih francuskih inženjerskih škola, a na francuskom mjestu strojarstva na ljestvici Šangaj 2018.

## Poznati maturanti
- Pierre Bézier, francuski inženjer

## Vanjske poveznice
- Arts et Métiers